# Los Menores (Adeje)
Los Menores es una entidad de población del municipio de Adeje, en el sur de la isla de Tenerife —Canarias, España—.

## Características
Está situado a unos 5 kilómetros de la capital municipal, a una altitud media de 1350 m s. n. m. La localidad se caracteriza por estar formada por una extensa área rural y natural.
Está formada por los núcleos poblacionales de Los Menores, La Quinta y Taucho, así como por viviendas en diseminado.
Los Menores cuenta con varios centros culturales —Los Menores, El Almácigo y Taucho—, con las iglesias de la Virgen de Fátima en Los Menores y de la Virgen del Coromoto en Taucho, y la ermita de Santa Margarita en La Quinta, instalaciones deportivas, plazas públicas, parques infantiles, un parque público, bares y restaurantes, así como alojamientos para turismo rural.
La mayor parte de la superficie de Los Menores se encuentra inmersa en los espacios naturales protegidos del Parque natural de la Corona Forestal y de la Reserva natural especial del Barranco del Infierno. También cuenta con una pequeña área del Parque nacional del Teide.